# Da Lab
Da Lab (viết cách điệu là Da LAB) là một nhóm nhạc rap và hip hop Việt Nam. Nhóm được thành lập vào năm 2007 với ba thành viên ban đầu là Trần Minh Phương (MPaKK), Nguyễn Trọng Đức (Rabbit Run), và Võ Việt Phương (JGKiD), cùng với thành viên thứ tư Nguyễn Hoàng Long (Emcee L) được gia nhập vào năm 2018. Sau khi trưởng nhóm Trần Minh Phương rời nhóm vào tháng 9 năm 2024, nhóm hiện còn lại ba thành viên.

## Tên gọi
Tên gọi Da LAB xuất phát từ ý tưởng rằng âm nhạc của họ giống như những thí nghiệm trong một phòng lab âm nhạc, nơi có sự pha trộn giữa các thể loại nhạc. Về nguồn gốc ra đời tên nhóm, nhóm cho biết hai thành viên Cào và Thỏ đều có chung niềm yêu thích với hóa học và cái tên "Da LAB" xuất hiện một cách tình cờ từ tựa phim hoạt hình Dexter’s Laboratory – bộ phim mà hai thành viên này yêu thích. "LAB" là viết tắt của từ tiếng Anh laboratory, nghĩa là phòng thí nghiệm, trong khi "Da" là cách viết biến thể của "The", mang phong cách ngôn ngữ đường phố, hip hop – một đặc trưng của cộng đồng underground.

## Lịch sử
Da LAB được thành lập vào năm 2007 với 3 thành viên ban đầu là Trần Minh Phương (MPaKK), Nguyễn Trọng Đức (Rabbit Run) và Võ Việt Phương (Quách Văn Thơm hay JGKiD). Nhóm bắt đầu hoạt động âm nhạc dưới dạng hát lại các bản rap nước ngoài. Năm 2011, thời điểm rap Việt đi xuống, Da Lab và mọi người trong nhóm rap ở Hà Nội đã đưa ra sáng kiến tổ chức “Tử tế show”. Vào năm 2013, nhóm bước đầu nhận được sự đón nhận của công chúng với bài hát và video âm nhạc "Hà Nội giờ tan tầm". Nhóm tham gia bản tin RapNewsPlus của báo VietnamPlus sau đó 1 năm. Vào năm 2015, nhóm ra mắt bài hát Một nhà, nhờ đó  bước ra khỏi vùng an toàn của giới underground và đến gần với khán giả đại chúng hơn.
Năm 2018, nhóm chào đón thành viên thứ tư là Nguyễn Hoàng Long (Emcee L). Nhóm có lần đầu đạt giải Mai Vàng 2020 cho hạng mục Nhóm hát được yêu thích nhất, và tiếp tục nhận giải này 2 năm sau đó.
Vào tháng 9 năm 2024, trưởng nhóm MPaKK chính thức thông báo dừng hoạt động cùng Da LAB để theo đuổi sự nghiệp cá nhân. MV ca khúc "Bầu trời mới", phát hành vào ngày 2 tháng 10 năm 2024, cũng là sản phẩm âm nhạc cuối cùng của nhóm với đội hình đầy đủ bốn thành viên. Nhóm phát hành album đầu tay “M∞n” cùng tháng, đây là album hoàn chỉnh đầu tiên của nhóm sau 17 năm hoạt động âm nhạc.

## Danh sách đĩa nhạc

### Album
- M∞n (2024)

## Thành viên
| Tên khai sinh       | Nghệ danh            | Biệt danh           | Năm sinh            | Vị trí                                   | Năm hoạt động       |
| Thành viên hiện tại | Thành viên hiện tại  | Thành viên hiện tại | Thành viên hiện tại | Thành viên hiện tại                      | Thành viên hiện tại |
| ------------------- | -------------------- | ------------------- | ------------------- | ---------------------------------------- | ------------------- |
| Nguyễn Trọng Đức    | Rabbit Run           | Thỏ                 | 1987                | Rapper                                   | 2007–nay            |
| Võ Việt Phương      | Quách Văn Thơm/JGKiD | Thơm                | 1989                | Rapper                                   | 2007–nay            |
| Nguyễn Hoàng Long   | Emcee L              |                     | 1993                | Rapper, người phụ trách hòa âm, phối khí | 2018–nay            |
| Cựu thành viên      |                      |                     |                     |                                          |                     |
| Trần Minh Phương    | MpaKK/Kào Kào        | Cào                 | 1987                | Trưởng nhóm, rapper chính                | 2007–2024           |

## Giải thưởng
| Năm  | Giải thưởng               | Hạng mục                                   | Đề cử                                                                    | Kết quả   | TK     |
| ---- | ------------------------- | ------------------------------------------ | ------------------------------------------------------------------------ | --------- | ------ |
| 2015 | WeChoice Awards           | Playlist truyền cảm hứng                   | Một nhà - Da LAB                                                         | Đề cử     | [ 19 ] |
| 2017 | Zing Music Awards         | Nghệ sĩ Underground / Indie được yêu thích | Da LAB                                                                   | Đề cử     | [ 20 ] |
| 2017 | Keeng Young Awards        | Nhóm nhạc được yêu thích nhất              | Da LAB                                                                   | Đề cử     | [ 21 ] |
| 2018 | Keeng Young Awards        | Nhóm nhạc được yêu thích nhất              | Da LAB                                                                   | Đề cử     | [ 22 ] |
| 2018 | Keeng Young Awards        | Ca khúc Rap/R&B/Hiphop                     | "Thanh xuân"                                                             | Đề cử     | [ 22 ] |
| 2018 | Keeng Young Awards        | Ca khúc của năm                            | "Thanh xuân"                                                             | Đề cử     | [ 22 ] |
| 2018 | Keeng Young Awards        | MV của năm                                 | "Thanh xuân"                                                             | Đề cử     | [ 22 ] |
| 2018 | WeChoice Awards           | Nhân vật truyền cảm hứng                   | Da LAB                                                                   | Đề cử     | [ 23 ] |
| 2019 | Làn Sóng Xanh             | Hòa âm phối khí                            | "Nước mắt em lau bằng tình yêu mới" (Da LAB & Tóc Tiên) – Hòa âm: Tín Lê | Đề cử     | [ 24 ] |
| 2019 | Làn Sóng Xanh             | Sự kết hợp xuất sắc                        | Da LAB & Tóc Tiên ("Nước mắt em lau bằng tình yêu mới")                  | Đề cử     | [ 24 ] |
| 2020 | Giải Mai Vàng             | Nhóm hát được yêu thích nhất               | Da LAB                                                                   | Đoạt giải | [ 14 ] |
| 2020 | Làn Sóng Xanh             | Sự kết hợp xuất sắc                        | Miu Lê & Da LAB ("Gác lại âu lo")                                        | Đề cử     | [ 25 ] |
| 2021 | Làn Sóng Xanh             | MV của năm                                 | Thức giấc (Da LAB; đạo diễn: Khôi Nguyễn)                                | Đề cử     | [ 26 ] |
| 2022 | Giải Mai Vàng             | Nhóm hát được yêu thích nhất               | Da LAB                                                                   | Đoạt giải | [ 15 ] |
| 2024 | Làn Sóng Xanh             | Album của năm                              | M∞n                                                                      | Đề cử     | [ 27 ] |
| 2024 | Làn Sóng Xanh             | Sự kết hợp xuất sắc                        | Da LAB, Minh Tốc & Lam ("Bầu trời mới")                                  | Đề cử     | [ 27 ] |
| 2024 | Làn Sóng Xanh             | Nam ca sĩ/Rapper được yêu thích nhất       | Da LAB                                                                   | Đề cử     | [ 27 ] |
| 2024 | Giải thưởng Ngôi Sao Xanh | MV hay nhất                                | "Bầu trời mới" (Da LAB, Minh Tốc & Lam)                                  | Đề cử     | [ 28 ] |